# Günter Moser (Politiker)
Günter Moser (geb. 18. November 1940 in Heidenheim) ist ein deutscher Politiker der SPD, der von 1972 bis 1977 Mitglied des Landtags von Baden-Württemberg war.

## Leben

### Leben und Beruf
Günter Moser studierte in Tübingen und wurde dort im Wintersemester 1960/61 Mitglied der Studentenverbindung Normannia Tübingen. Er war Leiter des Werkgymnasiums in Heidenheim.

### Politik
Bei der Landtagswahl in Baden-Württemberg 1972 konnte Moser über ein Zweitmandat im Wahlkreis Heidenheim in den Landtag von Baden-Württemberg einziehen. Moser setzte sich besonders für die Verkehrsentwicklung ein. Bei der Landtagswahl 1976 wurde er wiedergewählt, legte jedoch sein Mandat bereits am 11. November 1977 nieder. Für ihn rückte Siegfried Pommerenke in den Landtag nach.